# Vena tiroidea superior
La vena tiroidea superior es un vaso sanguíneo que drena la sangre procedente de la parte superior de la glándula tiroides, la laringe y regiones adyacentes. Acompaña en su recorrido a la arteria tiroidea superior y desemboca en la vena yugular interna o en la vena facial. Es una de las principales vías de drenaje venoso de la tiroides, junto con la vena tiroidea media que desembocam también en la vena yugular interna y la vena tiroidea inferior que desemboca en la vena braquiocefálica.
 